# Мемфис Тайгерс (баскетбольный клуб)
Мемфис Тайгерс (англ. Memphis Tigers) — баскетбольная команда, представляющая университет Мемфиса в первом баскетбольном мужском дивизионе NCAA. Располагается в Мемфисе (штат Теннесси). С 2013 года команда выступает в Американской спортивной конференции. Домашние игры проводит на «Федэкс Форуме». ESPN Research поставило мужскую баскетбольную команду Мемфиса на 14 место в списке самых престижных студенческих баскетбольных программ. По состоянию на 2011 год «Тайгерс» находятся на 29 месте в истории NCAA по проценту выигранных матчей. Отдел статистики и информации ESPN в своём ежегодном списке самых успешных баскетбольных программ поставил Мемфис на 19 место.

## Закреплённые номера
- 1  Джон Ганн умер от синдрома Стивенса — Джонсона 21 декабря 1976 года. В сезоне 1976 года он успел отыграть всего три игры после чего у него было диагностировано редкое заболевание[4].

Источник:

## Достижения
- Финалист NCAA: 1973, 2008*
- Полуфиналист NCAA: 1973, 1985*, 2008*
- Четвертьфиналист NCAA: 1973, 1985*, 1992, 2006, 2007, 2008*
- 1/8 NCAA: 1973, 1982*, 1983*, 1984*, 1985*, 1992, 1995, 2006, 2007, 2008*, 2009
- Участие в NCAA: 1955, 1956, 1962, 1973, 1976, 1982*, 1983*, 1984*, 1985*, 1986*, 1988, 1989, 1992, 1993, 1995, 1996, 2003, 2004, 2006, 2007, 2008*, 2009, 2011, 2012, 2013, 2014
- Победители турнира конференции: Metro: 1982, 1984, 1985, 1987

'C-USA: 2006, 2007, 2008*, 2009, 2011, 2012, 2013
- Победители регулярного чемпионата конференции: MVC: 1972, 1973

Metro: 1982, 1984, 1985

GMWC: 1995

C-USA: 1996, 2004, 2006, 2007, 2008*, 2009, 2012, 2013

'* отменён NCAA